# ماکسول ۱۲۷۶۰
سیارک ۱۲۷۶۰ (به انگلیسی: 12760 Maxwell، نامگذاری:1993TX26) دوازده هزار و هفتصد و شصتمین سیارک کشف شده‌است که در ۹ اکتبر ۱۹۹۳ کشف شد.
قدر مطلق سیارک برابر ۲۴.۵ است.